# Martina Haag

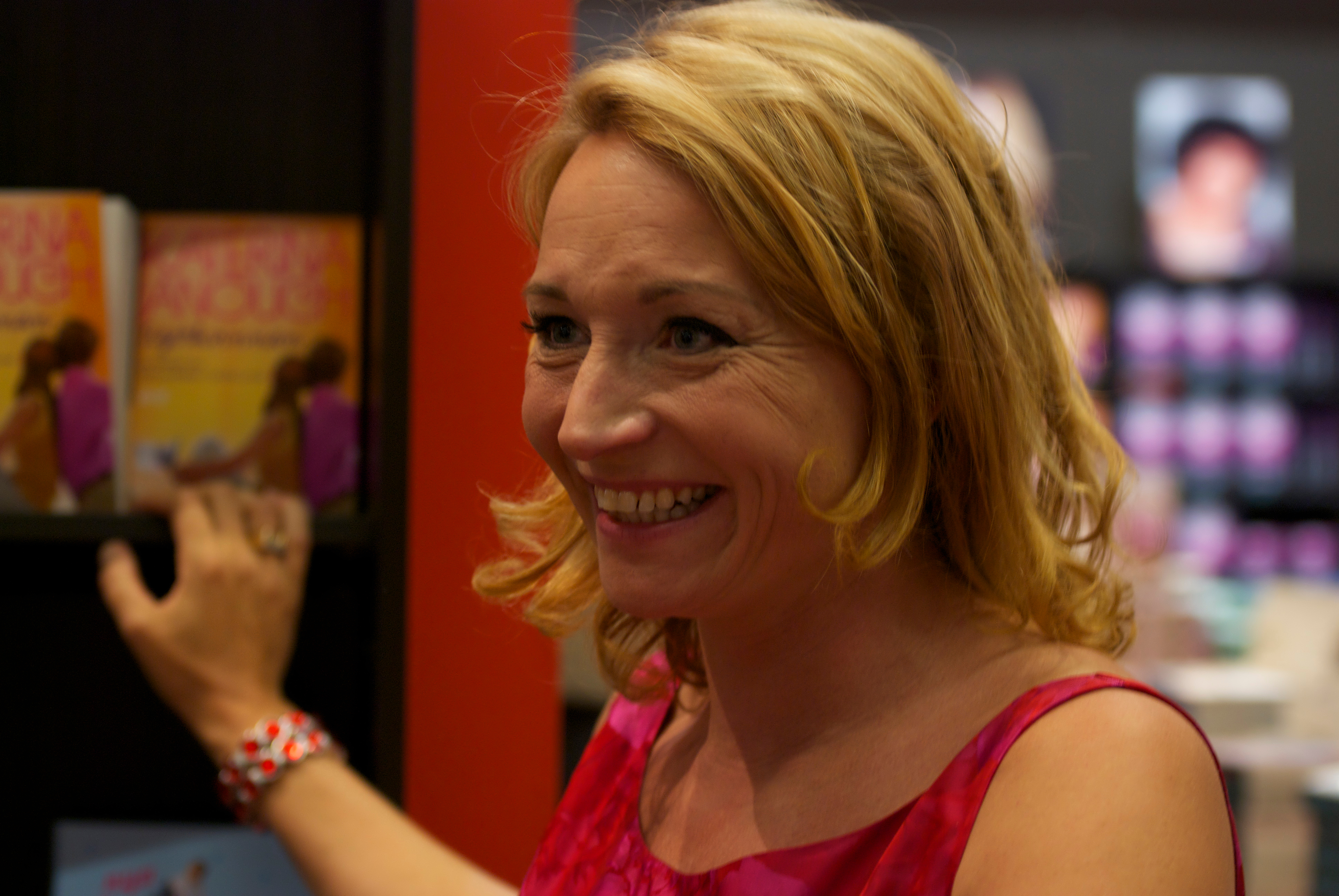
Martina Haag (2011)

Martina Haag (* 9. Juni 1964 in Lidingö, Stockholm als Helen Martina Uusma) ist eine schwedische Schriftstellerin und Schauspielerin.

## Leben
Nachdem sie ihr Debüt auf der Theaterbühne bereits im Alter von sieben Jahren gegeben hatte, studierte Martina Haag an der Calle Flygare Teaterskola Schauspiel. Sie spielte in Filmen wie Adam & Eva, Selma und Johanna und Naked Again mit. Die 2007 erschienene Komödie Salto für Anfänger ist die Verfilmung ihres zweiten Romans Underbar och älskad av alla (Wunderbar und von allen geliebt (und bei der Arbeit ist es auch toll)). Sie selbst spielte die Hauptrolle und lieferte das Drehbuch dazu. Bereits seit 2004 schreibt sie Romane, Essays und Kolumnen für Zeitschriften wie Elle, Mama und Aftonbladet. Ihre Romane wurden bisher im schwedischen Verlag Piratförlaget veröffentlicht.
Haag war von 1995 bis 2014 mit dem schwedischen Filmemacher Erik Haag verheiratet, mit dem sie vier gemeinsame Kinder hat. Außerdem ist sie die ältere Schwester der Illustratorin Bea Uusma, die bis 2012 mit Henrik Schyffert verheiratet war.

## Veröffentlichungen
- 2004: Hemma hos Martina
- 2005: Underbar och älskad av alla (och på jobbet går det också jättebra)
  - Deutschsprachige Ausgabe: Salto für Anfänger. Aus dem Schwedischen von Katrin Frey (Piper, München u. Zürich 2007)
- 2006: Martina-koden
- 2008: I en annan del av Bromma
- 2010: Fånge i hundpalatset
- 2011: Glada hälsningar från Missångerträsk
- 2016: Det är något som inte stämmer [Da stimmt etwas nicht]

## Filmografie (Auswahl)
- 1997: Adam & Eva
- 1997: Selma und Johanna (Selma & Johanna – en roadmovie)
- 2000: Naked Again (Naken)
- 2007: Salto für Anfänger (Underbar och älskad av alla, Drehbuch u. Hauptrolle)